# Zoja Ivanova
Zoja Aleksandrovna Ivanova (in russo Зоя Александровна Иванова?; Petropavl, 14 marzo 1952) è un'ex maratoneta kazaka, che gareggiava per l'Unione Sovietica.
È stata la vincitrice della Maratona di Tokyo del 1982 e della maratona di Los Angeles del 1989 e la vice campionessa mondiale ai campionati mondiali del 1987 a Roma. Nel 1988 ha rappresentato l'Unione Sovietica ai Giochi olimpici di Seul, terminando la gara di maratona al 9º posto.

## Palmarès
| Anno | Manifestazione          | Sede        | Evento   | Risultato | Prestazione |
| ---- | ----------------------- | ----------- | -------- | --------- | ----------- |
| 1982 | Maratona di Tokyo       | Tokyo       | Maratona | 1ª        | 2:34:26     |
| 1982 | Campionati europei      | Atene       | Maratona | 8ª        | 2:42:43     |
| 1983 | Campionati mondiali     | Helsinki    | Maratona | 23ª       | 2:43:27     |
| 1987 | Campionati mondiali     | Roma        | Maratona | 2ª        | 2:32:28     |
| 1988 | Giochi olimpici         | Seul        | Maratona | 9ª        | 2:30:25     |
| 1989 | Maratona di Los Angeles | Los Angeles | Maratona | 1ª        | 2:34:42     |
| 1990 | Goodwill Games          | Seattle     | Maratona | 1ª        | 2:34:38     |